# قرار مجلس الأمن التابع للأمم المتحدة رقم 181
اعتُمد قرار مجلس الأمن التابع للأمم المتحدة رقم 181 في 7 أغسطس 1963، وكان معنيًا بتراكم الأسلحة من قبل جمهورية جنوب أفريقيا ويخشى أن هذه الأسلحة قد تُستخدم لتعزيز الصراع العرقي في ذلك البلد. وطالب المجلس حكومة جنوب إفريقيا بالتخلي عن سياسة الفصل العنصري، على النحو المطلوب أولاً في القرار 134، ودعا جميع الدول إلى التوقف طواعية عن بيع وشحن جميع الأسلحة والذخائر والمعدات العسكرية الأخرى إلى جنوب أفريقيا.
اعتمد القرار بأغلبية تسعة أصوات. امتنعت فرنسا والمملكة المتحدة عن التصويت. ومع ذلك، لم يكن للقرار تأثير فوري كبير على سلوك النظام في جنوب أفريقيا.

## روابط خارجية
- نص القرار في undocs.org